# کسری (کرمانشاه)
کسری نام محله‌ای در شهر کرمانشاه است که در جنوب غربی شهر کرمانشاه قرار دارد. این محله پایین‌تر از میدان فردوسی قرار دارد و جزیی از شهرداری منطقه ۴ کرمانشاه محسوب می‌شود.

## موقعیت جغرافیایی
این محله در جنوب شهر کرمانشاه قرار دارد و در جنوب شرق با شهرک صادقیه، در شرق با زیباشهر در شمال شرق با دلگشا و در شمال با محلۀ بهار همجوار است.

## پارک ها
- پارک باغچه‌بان، خیابان باغچه بان
- پارک آزادگان
- پارک معراج
- پارک آریا

## میدان ها
- میدان فردوسی
- میدان آزادگان (کرمانشاه) (ضلع شرقی)

## خیابان‌های مهم
خیابان‌های این محله عبارتند از:
- بلوار امام سجاد (ع) (بلوار S)
- بلوار کسری (شهید سعید جعفری)
- بلوار خلیج فارس (کمربندی جنوبی، در انتهای بلوار سجاد)
- بلوار جبار باغچه‌بان
- بلوار فرهیختگان
- خیابان سرآب قنبر (شهید مفتح)